# Milkom
Milkom ou Milcom  est une divinité du Proche-Orient ancien vénérée par les Ammonites.
Le nom Milkom, en hébreu מִלְכֹּם (milkōm), apparaît trois fois dans le texte massorétique de la Bible hébraïque. Dans sept autres passages, la version grecque de la Septante lit Milkom (Melkom, Molkom) là où le texte massorétique donne מַלְכָּם, qui peut se comprendre par malkām « leur roi »
.  L'archéologie fournit d'autres attestations du nom divin. Il figure dans l'inscription de la citadelle d'Amman (IXe siècle av. J.-C.), et dans un sceau du VIIe siècle av. J.-C. qui porte l'inscription ברך למלכם (« béni par Milkom »). Milkom figure aussi comme élément théophore dans l'onomastique ammonite, même si le dieu El y est plus fréquent. 
Milkom est souvent identifié à Moloch. Même si les deux divinités peuvent avoir une origine commune, certains spécialistes estiment qu'il faut les distinguer,.